# Byrsonima spicata
Byrsonima spicata là một loài thực vật có hoa trong họ Malpighiaceae. Loài này được (Cav.) Rich. ex Kunth mô tả khoa học đầu tiên năm 1821.